# Аднан Зилджович
Аднан Зилджович (босн. Adnan Zildžović; нар. 28 жовтня 1969, Брчко, СФР Югославія) — боснійський футболіст та тренер, виступав на позиції півзахисника. Має також словенське громадянство.

## Клубна кар'єра
Футбольну кар'єру розпочав 1986 року в клубі свого рідного міста «Єдинство» (Брчко), а пізніше грав за кордоном за «Стеклар», «Публікум» (Цельє) та «Коротан» (Превальє) у Словенії.
Також виступав за німецькі клуби «Зуль 06» та «Вальдгоф», а також за словенський колектив «Кршко», а в 2001 році завершив кар'єру гравця.

## Кар'єра в збірній
Виступав за юнацьку збірну Югославії (U-18).

## Кар'єра тренера
Володар тренерської ліцензії UEFA PRO. Тренував «Кршко», «Крка», «Бела Країна», «Драва Птуй», «Ат-Таавун U-23», «Бюліс» (Балш), «Радомлє».
З «Кркою» у 2007 році виграв Третю лігу Словенії 2006/07 (Західний дивізіон).
17 серпня 2018 року став новим головним тренером клубу Прем'єр-ліги Боснії і Герцеговини «Младост» (Добой). 8 квітня 2019 року, після серії з п’яти матчів без перемог у чемпіонаті, яка завершилася домашньою поразкою від «Тузла Сіті» з рахунком 2:0 за два дні до цього, вирішив покинути «Младост». 
9 жовтня 2019 року став тренером команди Прем'єр-ліги Боснії і Герцеговини «Звієзда 09». 9 березня 2020 року залишив команду.

## Особисте життя
У 2003 році громадянин Словенії, після одруження на словенці Невенці. Подружжя виховало сина Алена (народився 1 квітня 2000 року). виступає за молодіжну команду Брежич.

## Досягнення

### Як тренера
«Крка»
- Третя ліга Словенії (Захід)
  -  Чемпіон (1): 2006/07